# Tierra de Alba (province de Salamanque)
Pour les articles homonymes, voir Tierra de Alba.
La Tierra de Alba est une comarque de Castille-et-León, dans la province de Salamanque.

## Communes
- Alba de Tormes
- Aldeaseca de Alba
- Anaya de Alba
- Armenteros
- Beleña
- Buenavista
- Chagarcía Medianero
- Coca de Alba
- Éjeme
- Encinas de Arriba
- Fresno Alhándiga
- Gajates
- Galinduste
- Galisancho
- Garcihernández
- Horcajo Medianero
- Larrodrigo
- La Maya
- Martinamor
- Navales
- Pedraza de Alba
- Pedrosillo de Alba
- Pelayos
- Peñarandilla
- Sieteiglesias
- Terradillos
- Valdecarros
- Valdemierque